# سيسيل ريتشاردز
سيسيل ريتشاردز (بالإنجليزية: Cecile Richards)‏ (15 يوليو 1957 – 20 يناير 2025) هي ناشطة حقوقية أمريكية وهي رئيسة جمعية تنظيم الأسرة الأمريكية منذ 15 فبراير 2006. في 2010 تم انتخابها ضمن مجلس إدارة مؤسسة فورد.

## حياتها
ولدت سيسيل في واكو بولاية تكساس، وهي ابنة حاكمة ولاية تكساس آن ريتشاردز ووالدها هو «دافيد ريتشاردز» رجل قانون وناشط حقوقي. اشتهر بدعوى حقوق التصويت التي بتت فيها المحكمة العليا. بدأت دراستها في مدرسة حكومية وعند وصولها للصف التاسع كانت درست بشارة سوداء احتجاجا على حرب فيتنام.
والداها كانا منغمسين في النشاط السياسي منذ وقت مبكر من حياتها، في سن السادسة عشر من عمرها، ساعدت والدتها في حملة سارة ويدنغثون المحامية التي فازت في الانتخابات التشريعية عن ولاية تكساس.
تخرجت من جامعة براون ببكالوريوس الآداب سنة 1980. ثم عادت إلى تكساس لتساعد والدتها آن ريتشاردز في حملتها تصبح حاكمة لولاية تكساس، وتعمل الآن في مجلس إدارة مؤسسة فورد للرعاية الاجتماعية، كما تترأس الآن جمعية تنظيم الأسرة الأمريكية. وعملت رئيسة لموظفي نانسي بيلوسي العضوة الديموقراطية في مجلس النواب الأمريكي، وعملت أيضا في مؤسسة تد تيرنر.

## كتبها
- التآخي إلى الأبد (2013) من تعديل روبن مورغان.[14]

## حياتها الخاصة
تزوجت من كيرك أدامز، وهو من مؤسسي نقابة تدعى خدمة موظفي الاتحاد الدولي. ورزقت منه بثلاث أبناء. وعاشت مع عائلتها في نيويورك.

## جوائز
- 2010: جائزة المواطنة الإبداعية.[17]
- 2012: أكثر 100 شخصية مؤثرة في العالم. مجلة التايم.[18]